# التین‌تخماق
التین تخماق روستایی در دهستان نفتلیجه بخش مرکزی شهرستان گمیشان استان گلستان ایران است.

## جمعیت
بر پایه سرشماری عمومی نفوس و مسکن در سال ۱۳۹۵ جمعیت این مکان ۶۹۷ نفر (۲۰۰خانوار) بوده‌است.